# Моя дівчина — куміхо
Моя дівчина — куміхо (кор. 내 여자친구는 구미호; ханча: 내 女子親舊는 九尾狐; дослівно: Моя дівчина — дев'ятихвоста лисиця) — південнокорейський серіал, що розповідає історію про чоловіка Чха Те Уна, який випадково вивільнив куміхо, що була замкнена в картині протягом 500 років. Серіал виходив на телеканалі SBS TV щосереди та щочетверга з 11 серпня по 30 вересня 2010. У головних ролях Лі Син Ґі, Сін Мін А, Но Мін У та Пак Су Джін.

## Сюжет
Народившись із золотою ложкою біля свого рота, Те Ун прагне стати зіркою бойовика. Він відвідує гробницю, щоб досягти своєї мрії. Однак там він звільняє куміхо, що була замкнена в картині протягом 500 років. Хоча вона і збирала життєву силу 100 чоловіків заради молодості і безсмертного життя, але куміхо не планувала красти енергію Те Уна, проте вона все одно втрачає свою намистину, випадково віддавши йому. Щоб забрати її назад, вона вирішує триматися поблизу та спостерігати, чи вдасться Те Ун утримати у себе в тілі намистину протягом 100 днів, після яких вона зможе перетворитися на людину.

## Акторський склад

### Головні ролі
- Лі Син Ґі як Чха Те Ун[4][6]
  - Лі Тхе У як Чха Те Ун у дитинстві

Чха Те Ун в дитинстві втратив батьків, а зараз виховується своїм дідусем та тіткою. Він мріє стати актором бойовиків, однак його дідусь намагається прилаштувати до вимогливої школи-інтернату. Однак Те Ун втікатає та потрапляє до буддистського храму, де випадко вивільняє куміхо, що була замкнена в картині. Опісля він починає жити разом із куміхо, якій більше нікуди йти, та задовольняти її бажання, щоб залишитися живим.
- Сін Мін А як куміхо/Пак Сон Джу/Кіль Даль[4][6]

Вона є куміхо, відомим персонажем з корейського фолькльору, яка була замкнена в картині протягом 500 років. Довгий час вона мріяла про те, щоб стати людиною, але через поширення жахливих чуток, про те, що вони їдять людей вона не змогла знайти собі чоловіка. Завдяки Чха Те Уну була звільнена з картини та починає жити з ним разом. За випадком обставин віддає йому свою намистину і тепер у неї новий шанс стати знову людиною.
- Но Мін У як Пак Тон Джу[6]

Напівлюдина, напівнадприроднє створіння, що замаскувався як звичайний ветеринар. Його початковими завданням було зловити куміхо та повернути її назад до картини, з якої вона втікала. Однак після зустрічі з нею, Вона йому нагадала про Кіль Даль, гоблінку, яку він кохав та яка загинула в нього на руках через зраду її коханця-людини. Підозрюючи, що куміхо може бути реінкарнацією Кіль Даль, Тон Джу стає її ментором, який спостерігає за нею та надає їй інформацію про людей.
- Пак Су Джін як Ин Хє Ін[4][6]

Старша однокласниця Те Уна та колишня дівчина, яка подобалася Те Уну до зустрічі з куміхо. Коли куміхо зайняла місце дівчини Те Уна, то через ревнощі Су Джін вирішили дослідити справжню особу нової дівчини Те Уна.

### Другорядні ролі
- Пьон Хі Бон як Чха Пхун[4][6]
- Юн Ю Сон як Чха Мін Сук[4][6]
- Сон Тон Іль як Пан Ту Хон[4]
- Хьо Мін як Пан Сон Ньо[4]
- Кім Хо Чхан як Кім Пьон Су[4]
- Сін Ко Ин як керівниця Мун
- Лі Чон Нам як пані Кан

### Особлива поява
- Ім Хьон Сік як буддистський монах (серії 1, 8 і 15)
- Лі Су Ґин як поліцейський офіцер (серія 4)
- Юї як студентка за спеціальністю «Мистецтво» (серія 5)
- Пак Сін Хє як Ко Мі Ньо (серія 6)
- Лі Хон Ґі як Джеремі (серія 16)
- Кім Чі Йон як Бабуся Самсіна[en] (серії 15 і 16)

## Оригінальні звукові доріжки

### Повний альбом
| My Girlfriend Is a Gumiho (Original Television Soundtrack) | My Girlfriend Is a Gumiho (Original Television Soundtrack)                                                   | My Girlfriend Is a Gumiho (Original Television Soundtrack) | My Girlfriend Is a Gumiho (Original Television Soundtrack) | My Girlfriend Is a Gumiho (Original Television Soundtrack) | My Girlfriend Is a Gumiho (Original Television Soundtrack) |
| #                                                          | Назва | Автор слів                                                 | Автор музики                                               | Виконавець                                                 | Тривалість                                                 |
| ---------------------------------------------------------- | --- | ---------------------------------------------------------- | ---------------------------------------------------------- | ---------------------------------------------------------- | ---------------------------------------------------------- |
| 1.                                                         | «Losing my mind (Daewoong Theme)» (정신이 나갔었나봐 (대웅 Theme))                                           |                                                            |                                                            | Лі Син Ґі                                                  | 3:28                                                       |
| 2.                                                         | «Fox rain (Main Theme)» (여우비 (Main Theme))                                                                | Brave Brothers                                             | Brave Brothers                                             | Лі Сон Хі                                                  | 4:12                                                       |
| 3.                                                         | «The person I will love (Miho Theme)» (내가 사랑할 사람 (미호 Theme))                                        |                                                            |                                                            | Лі Силь Бі                                                 | 3:39                                                       |
| 4.                                                         | «Ulalah» (울랄라)                                                                                            | G-High (MonoTree)                                          | G-High (MonoTree)                                          | Кім Кон Мо                                                 | 3:32                                                       |
| 5.                                                         | «Two become one (Love Theme) (With Bonggu of Gilgu Bonggu)» (둘이 하나 (Love Theme) (With 봉구 of 길구봉구)) | Кім Дохун (RBW), Лі Хьон Син                               | Кім Дохун (RBW), Лі Хьон Син                               | Лін                                                        | 3:32                                                       |
| 6.                                                         | «Shalalah» (샤랄라)                                                                                          |                                                            |                                                            | Сін Мін А                                                  | 3:35                                                       |
| 7.                                                         | «Trap (Dong Ju Theme)» (덫 (동주 Theme))                                                                     |                                                            |                                                            | Но Мін У                                                   | 3:40                                                       |
| 8.                                                         | «Look at me» (나를 바라봐)                                                                                   | Grape                                                      |                                                            | Пак Хон                                                    | 3:37                                                       |
| 9.                                                         | «I can give you all» (다 줄 수 있어)                                                                         | Пан Чун Сок                                                | Пан Чун Сок                                                | Сін Мін А                                                  | 4:38                                                       |
| 10.                                                        | «Fox rain (Acoustic Ver.)» (여우비 (Acoustic Ver.))                                                          |                                                            |                                                            | Лі Сон Хі                                                  | 4:01                                                       |

#### Альбом частинами
| Losing my mind | Losing my mind                       | Losing my mind | Losing my mind | Losing my mind | Losing my mind |
| #              | Назва                                | Автор слів     | Автор музики   | Виконавець     | Тривалість     |
| -------------- | ------------------------------------ | -------------- | -------------- | -------------- | -------------- |
| 1.             | «Losing my mind» (정신이 나갔었나봐) |                |                | Лі Син Ґі      | 4:12           |
| 2.             | Untitled                             | Brave Brothers | Brave Brothers |                |                |

| My Girlfriend Is a Gumiho (Original Television Soundtrack), Part 1 | My Girlfriend Is a Gumiho (Original Television Soundtrack), Part 1 | My Girlfriend Is a Gumiho (Original Television Soundtrack), Part 1 | My Girlfriend Is a Gumiho (Original Television Soundtrack), Part 1 |
| #                                                                  | Назва                                                              | Виконавець                                                         | Тривалість                                                         |
| ------------------------------------------------------------------ | ------------------------------------------------------------------ | ------------------------------------------------------------------ | ------------------------------------------------------------------ |
| 1.                                                                 | «Fox rain (Main Theme)» (여우비 (Main Theme))                      | Лі Сон Хі                                                          | 4:12                                                               |
| 2.                                                                 | «Fox rain (Acoustic Ver.)» (여우비 (Acoustic Ver.))                | Лі Сон Хі                                                          | 4:01                                                               |

| My Girlfriend Is a Gumiho (Original Television Soundtrack), Part 2 | My Girlfriend Is a Gumiho (Original Television Soundtrack), Part 2    | My Girlfriend Is a Gumiho (Original Television Soundtrack), Part 2 | My Girlfriend Is a Gumiho (Original Television Soundtrack), Part 2 | My Girlfriend Is a Gumiho (Original Television Soundtrack), Part 2 | My Girlfriend Is a Gumiho (Original Television Soundtrack), Part 2 |
| #                                                                  | Назва                                                                 | Автор слів                                                         | Автор музики                                                       | Виконавець                                                         | Тривалість                                                         |
| ------------------------------------------------------------------ | --------------------------------------------------------------------- | ------------------------------------------------------------------ | ------------------------------------------------------------------ | ------------------------------------------------------------------ | ------------------------------------------------------------------ |
| 1.                                                                 | «The person I will love (Miho Theme)» (내가 사랑할 사람 (미호 Theme)) |                                                                    |                                                                    | Лі Силь Бі                                                         | 3:39                                                               |
| 2.                                                                 | «Ulalah» (울랄라)                                                     | G-High (MonoTree)                                                  | G-High (MonoTree)                                                  | Кім Кон Мо                                                         | 3:32                                                               |

| My Girlfriend Is a Gumiho (Original Television Soundtrack), Part 3 | My Girlfriend Is a Gumiho (Original Television Soundtrack), Part 3 | My Girlfriend Is a Gumiho (Original Television Soundtrack), Part 3 | My Girlfriend Is a Gumiho (Original Television Soundtrack), Part 3 | My Girlfriend Is a Gumiho (Original Television Soundtrack), Part 3 | My Girlfriend Is a Gumiho (Original Television Soundtrack), Part 3 |
| #                                                                  | Назва                                                              | Автор слів                                                         | Автор музики                                                       | Виконавець                                                         | Тривалість                                                         |
| ------------------------------------------------------------------ | ------------------------------------------------------------------ | ------------------------------------------------------------------ | ------------------------------------------------------------------ | ------------------------------------------------------------------ | ------------------------------------------------------------------ |
| 1.                                                                 | «Shalalah» (샤랄라)                                                |                                                                    |                                                                    | Сін Мін А                                                          | 3:35                                                               |
| 2.                                                                 | «I can give you all» (다 줄 수 있어)                               | Пан Чун Сок                                                        | Пан Чун Сок                                                        | Сін Мін А                                                          | 4:38                                                               |

| My Girlfriend Is a Gumiho (Original Television Soundtrack), Part 4 | My Girlfriend Is a Gumiho (Original Television Soundtrack), Part 4                                           | My Girlfriend Is a Gumiho (Original Television Soundtrack), Part 4 | My Girlfriend Is a Gumiho (Original Television Soundtrack), Part 4 | My Girlfriend Is a Gumiho (Original Television Soundtrack), Part 4 | My Girlfriend Is a Gumiho (Original Television Soundtrack), Part 4 |
| #                                                                  | Назва | Автор слів                                                         | Автор музики                                                       | Виконавець                                                         | Тривалість                                                         |
| ------------------------------------------------------------------ | --- | ------------------------------------------------------------------ | ------------------------------------------------------------------ | ------------------------------------------------------------------ | ------------------------------------------------------------------ |
| 1.                                                                 | «Two become one (Love Theme) (With Bonggu of Gilgu Bonggu)» (둘이 하나 (Love Theme) (With 봉구 of 길구봉구)) | Кім Дохун (RBW), Лі Хьон Син                                       | Кім Дохун (RBW), Лі Хьон Син                                       | Лін                                                                | 3:32                                                               |

| My Girlfriend Is a Gumiho (Original Television Soundtrack), Part 5 | My Girlfriend Is a Gumiho (Original Television Soundtrack), Part 5    | My Girlfriend Is a Gumiho (Original Television Soundtrack), Part 5 | My Girlfriend Is a Gumiho (Original Television Soundtrack), Part 5 |
| #                                                                  | Назва                                                                 | Виконавець                                                         | Тривалість                                                         |
| ------------------------------------------------------------------ | --------------------------------------------------------------------- | ------------------------------------------------------------------ | ------------------------------------------------------------------ |
| 1.                                                                 | «The person I will love (Piano Ver.)» (내가 사랑할 사람 (Piano Ver.)) | Лі Сон Хі                                                          | 4:07                                                               |

| I love you from now on | I love you from now on                                                   | I love you from now on | I love you from now on | I love you from now on | I love you from now on |
| #                      | Назва                                                                    | Автор слів             | Автор музики           | Виконавець             | Тривалість             |
| ---------------------- | ------------------------------------------------------------------------ | ---------------------- | ---------------------- | ---------------------- | ---------------------- |
| 1.                     | «I love you from now on» (지금부터 사랑해 (내 여자친구는 구미호 삽입곡)) | Yangpa                 | Кім Дохун (RBW)        | Лі Син Ґі              | 3:46                   |

## Рейтинги
Найнижчі рейтинги позначені синім кольором, а найвищі — червоним кольором.
| Серія            | Дата показу      | Середнє значення кількості переглядів | Середнє значення кількості переглядів | Середнє значення кількості переглядів | Середнє значення кількості переглядів |
| Серія            | Дата показу      | TNmS                                  | TNmS                                  | AGB Nielsen                           | AGB Nielsen                           |
| Серія            | Дата показу      | Загальнонаціональні                   | Сеул                                  | Загальнонаціональні                   | Сеул                                  |
| ---------------- | ---------------- | ------------------------------------- | ------------------------------------- | ------------------------------------- | ------------------------------------- |
| 1                | 11 серпня 2010   | 12,7 %                                | 13,0 %                                | 10,2 %                                | 10,8 %                                |
| 2                | 12 серпня 2010   | 12,6 %                                | 13,1 %                                | 10,8 %                                | 11,7 %                                |
| 3                | 18 серпня 2010   | 14,6 %                                | 14,9 %                                | 11,4 %                                | 11,8 %                                |
| 4                | 19 серпня 2010   | 14,1 %                                | 14,0 %                                | 12,0 %                                | 12,6 %                                |
| 5                | 25 серпня 2010   | 14,0 %                                | 14,1 %                                | 10,9 %                                | 11,2 %                                |
| 6                | 26 серпня 2010   | 14,2 %                                | 14,1 %                                | 11,2 %                                | 11,7 %                                |
| 7                | 1 вересня 2010   | 13,4 %                                | 13,4 %                                | 11,9 %                                | 13,3 %                                |
| 8                | 2 вересня 2010   | 13,4 %                                | 13,6 %                                | 12,0 %                                | 12,4 %                                |
| 9                | 8 вересня 2010   | 13,2 %                                | 12,8 %                                | 10,8 %                                | 11,6 %                                |
| 10               | 9 вересня 2010   | 12,3 %                                | 12,6 %                                | 10,3 %                                | 11,6 %                                |
| 11               | 15 вересня 2010  | 13,0 %                                | 12,8 %                                | 10,8 %                                | 12,2 %                                |
| 12               | 16 вересня 2010  | 10,7 %                                | 10,4 %                                | 8,7 %                                 | 9,5 %                                 |
| 13               | 23 вересня 2010  | 19,4 %                                | 19,8 %                                | 15,2 %                                | 15,1 %                                |
| 14               | 23 вересня 2010  | 22,5 %                                | 22,8 %                                | 19,2 %                                | 19,1 %                                |
| 15               | 28 вересня 2010  | 18,6 %                                | 18,6 %                                | 16,6 %                                | 17,7 %                                |
| 16               | 30 вересня 2010  | 21,3 %                                | 21,0 %                                | 19,9 %                                | 21,1 %                                |
| Середнє значення | Середнє значення | 15,0 %                                | 15,0 %                                | 12,6 %                                | 13,3 %                                |

## Нагороди та номінації
| Рік  | Нагорода                          | Категорія                                                 | Отримувач                    | Результат | Примітки |
| ---- | --------------------------------- | --------------------------------------------------------- | ---------------------------- | --------- | -------- |
| 2010 | Melon Music Awards                | Топ 10 артистів                                           | «Losing My Mind» — Лі Син Ґі | Перемога  | [ 25 ]   |
| 2010 | Melon Music Awards                | Кращий саундтрек                                          | «Losing My Mind» — Лі Син Ґі | Перемога  | [ 25 ]   |
| 2010 | Премія SBS драма                  | Нагорода за майстерність, Кращий актор спеціальної драми  | Лі Син Ґі                    | Перемога  | [ 26 ]   |
| 2010 | Премія SBS драма                  | Нагорода за майстерність, Краща акторка спеціальної драми | Сін Мін А                    | Перемога  | [ 26 ]   |
| 2010 | Премія SBS драма                  | Краща пара                                                | Лі Син Ґі та Сін Мін А       | Перемога  | [ 26 ]   |
| 2010 | Премія SBS драма                  | Нагорода «Нова зірка»                                     | Но Мін У                     | Перемога  | [ 26 ]   |
| 2010 | Премія SBS драма                  | Топ 10 зірок                                              | Лі Син Ґі                    | Перемога  | [ 26 ]   |
| 2010 | Премія SBS драма                  | Топ 10 зірок                                              | Сін Мін А                    | Перемога  | [ 26 ]   |
| 2010 | Премія SBS драма                  | Кращий актор другого плану у спеціальна драма             | Юн Ю Сон                     | Номінація |          |
| 2011 | Сеульська міжнародна премія драми | Видатна корейська драма                                   | «Моя дівчина — куміхо»       | Номінація | [ 27 ]   |
| 2011 | 47-ма Премія мистецтв Пексан      | Премія за популярність (чоловіки) — ТБ                    | Лі Син Ґі                    | Номінація | [ 28 ]   |
| 2011 | 47-ма Премія мистецтв Пексан      | Премія за популярність (жінки) — ТБ                       | Сін Мін А                    | Номінація | [ 28 ]   |
| 2012 | 8-ма Премія Вибір студентів USTv  | Краща закордонна мильна опера                             | «Моя дівчина — куміхо»       | Перемога  | [ 29 ]   |

## Виноски
1. ↑  Через Чхусок серія не виходила у середу 22 вересня 2010, замість того показали дві серії були показані в четверг 23 вересня 2010[24].